# Ciremai
Le Ciremai ou Cereme est un stratovolcan situé dans la province indonésienne de Java occidental. Au sommet se trouve la caldeira de Geger Halang, qui fait 5 kilomètres de longueur pour 4,5 kilomètres de largeur.
Les éruptions historiques ont été peu fréquentes mais ont produit des explosions et des lahars.
Le Ciremai est le point culminant de Java occidental.